# Guillermo de Anglesola
Guillermo III de Anglesola, (o Guillem Anglesola)(siglo XIII), fallecido en 1296, fue un noble catalán que participó en la conquista del reino de Valencia con las tropas del rey Jaime I de Aragón.

## Biografía
Perteneciente al linaje noble del Principado de Cataluña a cuya estirpe pertenecía Berenguer I (o Gombau de Anglesola), que fue el primer señor del castillo y de la baronía de Anglesola desde el año 1079.
Fue el tercero de los que dentro de ese linaje llevaron tal nombre. Hijo de Guillermo II de Anglesola (nieto de Berenguer Arnau), y Sibila de Cardona, tenía tres hermanos más: Gueraua (que se casó con Simón de Palau o de Milany, vizconde de Bas), Ramón, que llegó a ser obispo de Vic (desde 1264 hasta su muerte en 1298), y Berenguer Arnau I, señor de Butsénit y Utxfava.
Guillermo de Anglesola fue uno de los repobladores del Maestrazgo y del Alcalatén, después de la conquista del Castillo y Señorío de Culla en 1233 por su suegro Blasco de Alagón. Por los servicios prestados en esta causa recibió como posesiones dicho señorío, casas en Segorbe,  y otras donaciones en el término de Sagunto.  Estuvo presente en el Consejo que tuvo lugar en Barcelona en el año 1253 en el que Jaime I estableció las últimas modificaciones  respecto a su sucesión, que fueron juramentadas por su primogénito el entonces infante Alfonso.
En 1258 participó, nuevamente con las tropas del rey Jaime I, en la campaña para acabar con las revueltas del caudillo musulmán Al- Azrac. Murió en el asedio a León en el año 1296.
Se casó con Constanza de Alagón con quien tuvo tres hijos, Guillermo, el heredero, que fue  Guillermo IV de Anglesola; Ramón, que llegó a ser obispo de Vich, como lo fuera anteriormente su homónimo tío, entre el 6 de agosto al 9 de septiembre de 1306; y Marguelina, que casó con Pedro III de Queralt, barón de Queralt.